# Espina ilíaca posterior superior
El borde posterior del ala, más corta que la anterior, también presenta dos salientes separados por una muesca, la espina ilíaca superior posterior y la espina ilíaca posterior inferior. La espina ilíaca posterior superior sirve para la unión de la porción oblicua de los ligamentos sacro-ilíacos posteriores y el músculo multífido